# Szegénység

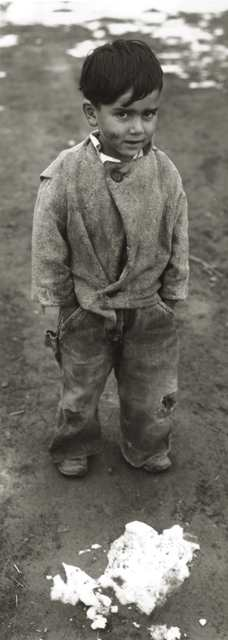
Szegénység

A szegénység több tényezőre vezethető vissza és mind formájában, mind fajtájában igen eltérő lehet. Legfőbb okai közé a pénzhiány sorolható. Ennek következtében az emberek olyan tartósan fennálló, hátrányos helyzetbe kerülnek, melyből saját erejükből általában nem tudnak kikerülni.
Az egyén életvitelét tekintve különféleképpen fejti ki hatását:
Enyhébb anyagi gondoknál: 
- lakás fenntartásának nehézségei illetve nem megfelelő lakás
- számla befizetésének nehézségei
- rosszabb minőségű élelmiszer (vitaminszegény, egészségtelen táplálkozás)
- olcsóbb gyógyszerek
- közteherviselés nehezen oldható meg

Súlyos anyagi gondoknál:
- lakás fenntartásának nehézségei illetve lakáshiány
- számla befizetésének nehézségei
- élelmiszerhiány
- gyógyszerhiány
- évszaknak nem megfelelő ruházat
- közteherviselés nehezen vagy egyáltalán nem oldható meg

Következményei és/vagy okai lehetnek:
- alacsony iskolázottság
- munkanélküliség
- elszigeteltség, kirekesztődés
- anyagi terhek súlyossága miatt kialakult családon belüli nehézségek
- tapasztalathiány
- mobilitás hiánya
- depresszió
- társadalmi kapcsolatok hiánya illetve hasonló helyzetűekkel fenntartott kapcsolatok kizárólagossága

## A szegénység hatása a különböző életszakaszokban

### Gyermekkori hátrányos helyzet
A különböző közoktatási intézményekben (óvoda, általános iskola, középfokú oktatási intézmény)
- nem megfelelő mennyiségű étkezés (illetve annak finanszírozása nehéz)
- könyvhiány
- osztályközösség által szervezett programok befizetése nehézkes
- öltözködés 
  - évszaknak nem megfelelő
  - „túlhordott” ruhadarabok
- magántanár megfizetése lehetetlen

### Felnőttként hátrányos helyzet
- továbbtanulási nehézségek. Ha sikerül valamely felsőoktatási intézményben továbbtanulni, otthonához közel eső intézményben kell tanulnia általában. A tanulás mellett diákmunkára kényszerül.
- családalapítási nehézségek
- nem megfelelő anyagi háttérrel rendelkezőknek a különélés nehezen oldható meg
- Anyagi szegénység miatt hátrányos helyzetben élő személy mobilitás szempontjából jelentősen elmaradottabb, kevesebb helyre utazik, kevesebb ismeretre tesz szert.

## Típusai
- Abszolút szegénység

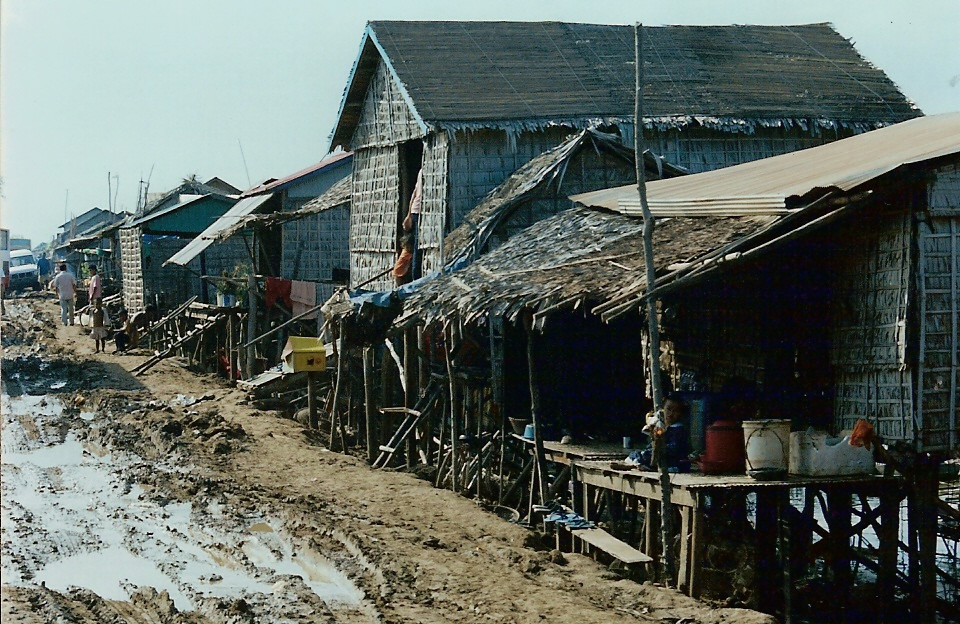
Szegénység Ázsiában

Saját létfenntartásához szükséges eszközeit nem tudja megteremteni és létminimum alatt él. 
- Relatív szegénység

Akinek a keresetük nem elég arra, hogy tovább fejlesszék magukat. Társadalmi és kulturális szegénységet jelent. A társadalom nagy többségéhez képest szegény. 
- Hagyományos szegény
  - egyszülős család
  - nagy család
  - nyugdíjas
- Új szegénység
  - hajléktalan
  - munkanélküli
  - elszegényedő középosztály, akik minden erővel igyekeznek a tisztes szegénység szintjét meghaladni, elszegényesedése folyamatos, nincs rendszeres pénzbeli jövedelem
- Etnikai szegénység: pl.: cigányság
- Demográfiai szegénység: pl.: korcsoport szegény. Magyarországon 1998-ig a nyugdíjasok, 1998-tól pedig a gyerekek.[forrás?]

Munkanélküliség szóródása Magyarországon: Borsod-Abaúj-Zemplén megye, Szabolcs-Szatmár-Bereg megye, Nógrád megye.[forrás?]
Az abszolút szegénységi típusba tartozó réteg létminimum alatt él. Nem jutnak megfelelő mennyiségű és minőségű ételekhez, nem rendelkeznek megfelelő hajlékkal.
A létminimum kiszámításához a „fogyasztási kosarat” használják. Nem számol sem az egyéni, sem regionális különbségekkel. Fogyasztási kosár: belepakolnak mindent, amire a megítélés szerint pl.: egy négy tagú családnak szüksége lehet (élelmiszer, tisztálkodás stb.)
Az emberek életmódja és fogyasztási kultúrája jelentősen eltér egymástól. (kárpótolja önmagát, ha pénzhez jut és rövid idő alatt elfogy) HITELEK és KÖLCSÖN.
A szegénységet mindig az adott ország fejlettségi szintjének és az uralkodó normának megfelelően kell kialakítani. (Románia – Magyarország, Ausztria – Magyarország)

## A szegénység statisztikai felvétele
A statisztikai jelentések (KSH) objektív – szubjektív szegénység megkülönböztetést alkalmaznak. 
- objektív szegénység
A jövedelmi szegénységet legtöbbször a megfigyelt (a háztartás tagok által bemondott) jövedelem alapján definiáljuk, ekkor objektív szegénységről beszélhetünk.
- szubjektív szegénység 
Bizonyos lakossági felvételek esetén azonban a megkérdezett háztartások maguk is nyilatkoznak arról, mekkora összeget tartanak szükségesnek egy, az övékével azonos összetételű háztartás „nagyon szűkös megélhetéséhez”. E szubjektív összegek egy főre vagy egy fogyasztási egységre jutó súlyozott átlaga alapján definiálható a szubjektív szegénység. (Ezek a súlyok (az OECD1 ekvivalencia skála esetén) az első személy 1,0, a további felnőttek 0,7, a gyermekek 0,5 fogyasztási egységet képviselnek.
A forrásban[1] hivatkozott elemzés ezzel a fogyasztási skálával készült.

## Szegénységi Index
Szegénységi kérdőív, EU:
1. Tud-e egy 50 ezer Ft-os váratlan kiadást fedezni?
2. Megengedhet-e magának évi egyhetes üdülést?
3. Igaz-e, hogy nem kell takarékoskodnia a fűtéssel?
4. Jut-e kétnaponta húsétel az asztalára?
5. Igaz-e, hogy még sohasem került hátralékba a hiteltörlesztéssel vagy számlákkal?
6. Van-e telefonja?
7. Van-e színes TV-je?
8. Van-e kocsija?
9. Van-e mosógépe?

## A szegénység Magyarországon

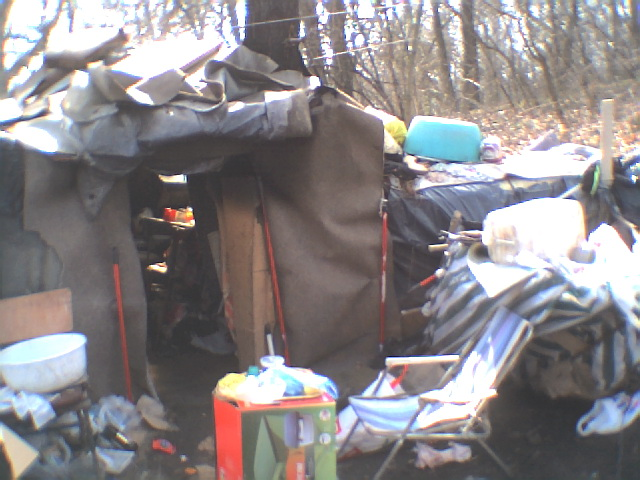
Hajléktalanok sátra, Magyarország, 2004 március

Magyarországon a szegények többnyire a következő csoportokból kerülnek ki:
- tartósan munkanélküliek
- részidőben foglalkoztatottak
- tartós betegségben szenvedők
- fogyatékossággal élők
- nyugdíjasok – a nyugdíjasok 50%-a szegény;[3] még ha aktív korukban jól is kerestek, jelentős reáljövedelem csökkenést szenvednek el
- nagycsaládosok és egyszülős családok
- romák
- hajléktalanok

Jelentős az egyszülős családok aránya (női egyszülős). Megnőtt a tartós munkanélküliek száma. Nő a hajléktalanok száma (Budapesten a legtöbb).
Szalai Júlia megkülönbözteti a szegénységet az elszegényedéstől.
Elszegényedés szélesebb társadalmi kört érint. A feketegazdaság megélhetést biztosít, ezek tették lehetővé a falusi infrastruktúra fejlődését, magánlakások építését valamint a háztartások modernizálását. Sokszor a szülőknek le kell mondaniuk egyes szolgáltatásokról, azért hogy gyermekük taníttatását biztosítani tudják. Váratlan események (pl.: tartós betegségek, tartós fogyasztási cikkek tönkremenetele, felborítják az egyébként is borotvaélen táncoló költségvetést, mivel nincsenek anyagi tartalékok. Sokuk napról napra él. Az elszegényesedés folyamata megállítható a gazdasági növekedéssel és a szellemi tőke leértékelődési folyamatának megállításával.
Magyarországon 2010 decemberében mintegy 2,8 millió ember tekinthető szegénynek, vagy nélkülözőnek.
Az Európa 2020 stratégia keretében az Európai Unió szakbizottságai kidolgozták a szegénység, társadalmi kirekesztődés mérésének egységes, valamennyi tagállamra vonatkozó összetett mutatóját. A kibővített, összetett indikátor az AROPE ("At Risk Of Poverty or social Exclusion") kidolgozásának alapelve az volt, hogy a szegénység mérése ne szorítkozzon kizárólag a jövedelmi viszonyok vizsgálatára.
Az AROPE indikátor alapján készült el 2015 novemberében  KSH a "A háztartások életszínvonala, 2014" kiadványa. E szerint a teljes lakosság 28,2%-át, azaz 2 millió 738 ezer főt érintett a relatív jövedelmi szegénység vagy társadalmi kirekesztődés kockázatának legalább egy dimenziója, számuk 3,6 százalékponttal, 359 ezer fővel csökkent 2013-hoz képest
2015-ben – az előző évek trendjeit követve – 1,9 százalékponttal csökkent a szegénység vagy társadalmi kirekesztődés kockázatának kitettek aránya 2014-hez képest. A teljes népesség 26,3%-át, azaz 2 millió 541 ezer embert érintett a szegénység vagy kirekesztődés legalább egy dimenziója. Magyarország vállalta, hogy 2020-ra 450 ezer fővel 2 millió 344 ezerre csökkenti a szegénységben élők számát.
2016-ban az érintettek aránya 0,7 százalékponttal (76 ezer fővel) csökkent. Az összetett mutató értékének mérséklődésében a legnagyobb szerepet a súlyos anyagi deprivációban érintettek számának jelentős visszaesése játszotta. 2012 óta a súlyosan nélkülözők száma 1 millió 300 ezer fővel csökkent. A teljes népesség 13,4%-a, 1 millió 293 ezer ember élt a szegénységi küszöb alatti jövedelemből, 105 ezerrel kevesebben, mint 2015-ben. (A szegénységi küszöb 2016-ban egy egyfős háztartásra vonatkozóan 77 680 forint volt, 5,1%-kal magasabb egy évvel korábbinál.)
2017-ben a 10,3%-os nettó reálbérnövekedés és a 4,2%-os munkanélküliség 578 ezer fővel csökkentette a szegénységben élők számát. A szegénység valamennyi dimenziójában folytatódott
a javulás. Legnagyobb mértékű csökkenés a súlyos anyagi deprivációban élők arányában és számában következett be, 14,5-ről 10,2%-ra mérséklődött a hányaduk, az érintettek száma pedig 426 ezer fővel csökkent. A jövedelmi szegénységben a népesség 12,8%-a, 1 millió 227 ezer fő élt, a munkaszegénység pedig 4,1%-ot, 398 ezer embert érintett 2017-ben.
2018-ban az Európai Unió legtöbb tagországához hasonlóan  az egyes szegénységi dimenziók közül Magyarországon is a relatív jövedelmi szegénységben élők képviselték a többséget: 1 millió 186 ezer ember volt érintett, míg súlyos anyagi deprivációban 837 ezer, munkaszegénységben 348 ezer fő élt. 122 ezer fővel kevesebb embert sújtott egyszerre két szegénységi dimenzió, és 16 ezerrel kevesebben voltak azok, akiket mindhárom dimenzió együttesen érintett. Közel 100 ezerrel csökkent azok száma, akik egyszerre voltak jövedelmi szegények és súlyosan depriváltak. A szegénység vagy társadalmi kirekesztődés kockázatának kitettek háromnegyedét, azaz 1 millió 358 ezer főt egyfajta szegénységi dimenzió érintett. Többségük (772 ezer fő) a jövedelmi szegények közé tartozott. 2010 és 2018 között összesen 300 ezer fővel csökkent azok száma akik mindhárom szegénységi dimenzióban érintettek. 2018-ban arányuk a teljes népesség 1,1%-át érintette, összesen 103 ezer embert.
A szegénységben érintett személyek száma Magyarországon az EUROSTAT által ellenőrzött és jóváhagyott adatok szerint. 2013-ban elsősorban a nettó reálbérek növekedése volt hatással a szegénység alakulására. 2014-ben pedig a közfoglakoztatottak és a versenyszférában dolgozók száma is jelentősen növekedett, párhuzamosan a reálbérek emelkedésével.
A magyar közmunkaprogram kritikusai szerint a program elsődleges célja csak a programban résztvevők csekély esetében valósul meg, a többség esetében éppen ellenkezőleg, a programba hosszú távon „beleragadt” munkavállalók számára a közmunkaprogramban való részvétel nem segíti, inkább akadályozza a munkaerőpiacra történő visszatérést. Konzerválja az alacsony jövedelmi státuszba tartozó rétegek (közöttük számottevő arányban romák) kiszolgáltatottságát és gátolja az életszínvonaluk javulását. A reálértéke csökkenő tendenciát mutat. A közmunkabér összege a szociális és nyugdíjszerű ellátásokhoz hasonlóan mérsékelt korrelációban követi az inflációt.
2023 januári adatok szerint a magyarországi infláció az előző év januárjához képest a Központi Statisztikai Hivatal adatai szerint 25,7%, az eltérő módszertannal dolgozó Eurostat szerint 26,2% volt. Ez az EU-n belül a legmagasabb, a második legmagasabb a lettországi 21,4%-os, az EU átlaga kerek 10%. A magyarországi élelmiszer-infláció 48,2%, az EU átlaga 18,4%. A reáljövedelem drasztikus csökkenése az Eurostat 2024-ben készült vásárlóerő-paritás felmérésében manifesztálódott. Az Európai Unión tagországai közül Magyarországon mérték a legalacsonyabb életszínvonalat.
|                   | 2004  | 2005   | 2006   | 2007  | 2008   | 2009  | 2010   | 2011   | 2012  | 2013   | 2014   | 2015   | 2016   | 2017   | 2018   |
| ----------------- | ----- | ------ | ------ | ----- | ------ | ----- | ------ | ------ | ----- | ------ | ------ | ------ | ------ | ------ | ------ |
| ezer fő           | 3,185 | 3,121  | 2,916  | 2,794 | 2,924  | 2,948 | 3,093  | 3,272  | 3,398 | 3,097  | 2,735  | 2,541  | 2,465  | 1,887  | 1,813  |
| százalékban       | 32.1% | 31.4%  | 29.4%  | 28.2% | 29.6%  | 29.9% | 31.5%  | 33.5%  | 34.8% | 31.8%  | 28.2%  | 26.3%  | 25.6%  | 19.6%  | 18.9%  |
| munkanélküliség   | 6,1%  | 7,2%   | 7,5%   | 7,4%  | 7,8%   | 10,0% | 11,2%  | 11,0%  | 11,0% | 10,2%  | 7,7%   | 6,8%   | 5,1%   | 4,2%   | 3,7%   |
| nettó reálkereset | 98,9% | 106,3% | 103,6% | 95,4% | 100,8% | 97,7% | 101,8% | 102,4% | 96,6% | 103,1% | 103,2% | 104,4% | 107,4% | 110,3% | 108,3% |

2014 óta az EUROSTAT egy új szegénységi mutatót is publikál "Material and social deprivation" néven. Ebben a 13 elemből álló mutatóból kikerült a színes TV, telefon, mosógép, bekerült viszont cipők, ruhák, bútorok cseréje, valamint az internet, a rendszeres kikapcsolódás és a rendszeres találkozó a barátokkal étteremben. Tehát ha valaki nem tart rendszeres találkozókat barátaival az is a szegénység egy formája, szociálisan szegény. A súlyos anyagi szegénységben élők mutatója mellett ez az új mutató nemcsak az anyagi, hanem a szociális szegénységet is próbálja kimutatni. Ha valakire a 13 pontból 5 igaz, pl. a nyaralás, az autó, a kikapcsolódás, az internet és a barátokkal való találkozás akkor már mindenképpen anyagilag és szociálisan is szegény, habár egyáltalán nem biztos, hogy éhezik, vagy nélkülözőnek számít a Magyarországon megszokott fogalmak szerint. A különböző szegénységi mutatók egymás mellett léteznek. A KSH által számított mutatót 2004, az ország EU-csatlakozása óta azonos szempontok, azonos kérdések alapján számolják, és az EUROSTAT publikálja. 2018-ban mindkét szám csökkenő tendenciát mutatott.
1. Váratlan kiadások finanszírozása
2. Évente egy hét nyaralás
3. Minden törlesztőrészlet, lakbér és rezsi befizetése időre
4. Hús, hal, vagy ezekkel azonos tápértékű vegetáriánus étel kétnaponta
5. Az otthona melegen tartása
6. Egy autó
7. Az elhasznált bútorok cseréje
8. Az elhordott ruhák lecserélése újakra
9. Két pár cipő, a saját méretében
10. Hetente egy kevés pénz nem létszükségleti kiadásokra
11. Rendszeres kikapcsolódás
12. Havonta egyszer egy étel vagy ital elfogyasztása barátokkal, családdal
13. Internet

|             | 2014  | 2015  | 2016  | 2017  | 2018  |
| ----------- | ----- | ----- | ----- | ----- | ----- |
| százalékban | 41,0% | 37,1% | 31,9% | 25,1% | 20,1% |

## Gyermekszegénység Magyarországon
2007-es felmérések szerint 2,2 millió gyermek közül 430 ezren nagyon szegénynek tekinthetők. A szegénység valamilyen formában mintegy 750 ezer gyereket érintett akkor Magyarországon.

## Lásd még
- Érzelmi szegénység
- Önkéntes egyszerűség
- Egyszerűség (vallás)
- Létminimum
- Reálbér

## Külső hivatkozások
- http://epa.oszk.hu/00000/00035/00086/2004-11-vl-Schuttler-Szegenyseg.html
- https://web.archive.org/web/20171027231847/http://www.forrasfolyoirat.hu/0502/barathi.html
- https://web.archive.org/web/20070127072601/http://www.mtapti.hu/mszt/20014/mitev.htm
- Kovalcsik Tamás - A magyarok fele olyan településen él, ahol a jövedelem nem éri el az országos átlagot (Telex.hu, 2025.01.24.)